# Chitpavan
Ćitpawan, Chitpavan, Konkanastha (dewanagari: चित्पावन कोंकणस्थ ब्राह्मण ćitpāvan koṇkanastha brāhmaṇa) – kasta braminów z zachodnich Indii. Wyróżniają się wysokim wzrostem i jasnymi oczami. W większości zamieszkują tereny nadbrzeżne (Konkan) stanu Maharasztra, stąd nazwa Konkanastha. Mieli duży wpływ na politykę indyjską. Z ich szeregów wywodzili się Peszwa, Gokhale, Vinoba Bhave, Tilak czy Nathuram Godse (zabójca Mahatmy Gandhiego). W czasie podziału Indii w 1947 roku byli przeciwnikami Gandhiego, stworzyli nacjonalistyczną partię Hindu Rashtra Dal, skierowaną przeciwko muzułmanom.